# Aéroport de Cork
L'aéroport de Cork (en irlandais : Aerfort Chorcaí), (code IATA : ORK • code OACI : EICK), est un des principaux aéroports d’Irlande. Il est situé à huit kilomètres au sud de la ville de Cork. L’aéroport est actuellement géré par l’autorité de l’aéroport de Dublin : Dublin Airport Authority (DAA).  L’aéroport de Cork a des liens réguliers avec plusieurs destinations domestiques et européennes aussi bien que des services de fret et de l’aviation générale. L’aéroport a accueilli environ trois millions de voyageurs en 2006. Cela fait de lui le troisième aéroport de l’Irlande, après ceux de Dublin et de Shannon. Aer Lingus, Stobart Air et Ryanair sont les principales compagnies aériennes présentes à l'aéroport de Cork.

## Gestion
Dès son ouverture en 1961, l'aéroport a été géré par le ministère du transport.  Les gestionnaires de l'aéroport de Dublin, Aer Rianta, se sont emparés de la gestion des aéroports de Cork et Shannon le 1er avril 1969. Le nom d'Aer Rianta a été changé en Dublin Airport Authority (DAA) en 2004.

## Situation
| Connemara Cork Donégal Dublin Inis Meáin Inis Mór Inis Oírr Kerry Knock Shannon Waterford |

## Statistiques
Pour des raisons techniques, il est temporairement impossible d'afficher le graphique qui aurait dû être présenté ici.

Voir la requête brute et les sources sur Wikidata.

### Zoom sur l'impact du covid de 2019-2020
Pour des raisons techniques, il est temporairement impossible d'afficher le graphique qui aurait dû être présenté ici.

Voir la requête brute et les sources sur Wikidata.

## Compagnies aériennes et destinations
| Compagnies                    | Destinations |
| ----------------------------- | --- |
| Aer Lingus                    | Amsterdam, Bristol, Lanzarote-Arrecife, Londres-Heathrow En saison : - Dubrovnik, - Faro, - Lyon-Saint-Exupéry, - Munich-F. J. Strauß, - Palma de Majorque, - Ténériffe-Sud Reine Sofia En saison charter : Salzbourg-W. A. Mozart |
| Air France                    | En saison : Paris-Charles de Gaulle |
| Edelweiss Air                 | En saison : Zurich |
| KLM                           | Amsterdam |
| Lufthansa                     | En saison : Francfort |
| Ryanair                       | - Alicante-Elche, - Barcelone-El Prat, - Bergame-Orio al Serio, - Birmingham, - East Midlands, - Édimbourg, - Faro, - Fuerteventura, - Gdańsk-L. Wałęsa, - Lanzarote-Arrecife, - Las Palmas/Gran Canaria, - Liverpool-J.-Lennon, - Londres-Gatwick, - Londres-Luton, - Londres-Stansted, - Malaga-Costa del Sol, - Manchester, - Paris-Beauvais, - Poznań (Posnanie)-H. Wieniawski, - Ténériffe-Sud Reine Sofia, - Trévise-Sant'Angelo, - Valence En saison : - Alghero-Fertilia, - Carcassonne, - Gérone-Costa Brava, - La Rochelle-Île de Ré, - Pise-Galileo Galilei, - Reus, - Séville-San Pablo |
| Swiss International Air Lines | En saison : Genève-Cointrin |
| TUI Airways                   | En saison charter : Lanzarote-Arrecife, Palma de Majorque, Reus |

Actualisé le 21/01/2023